# Sporbitzer Schule

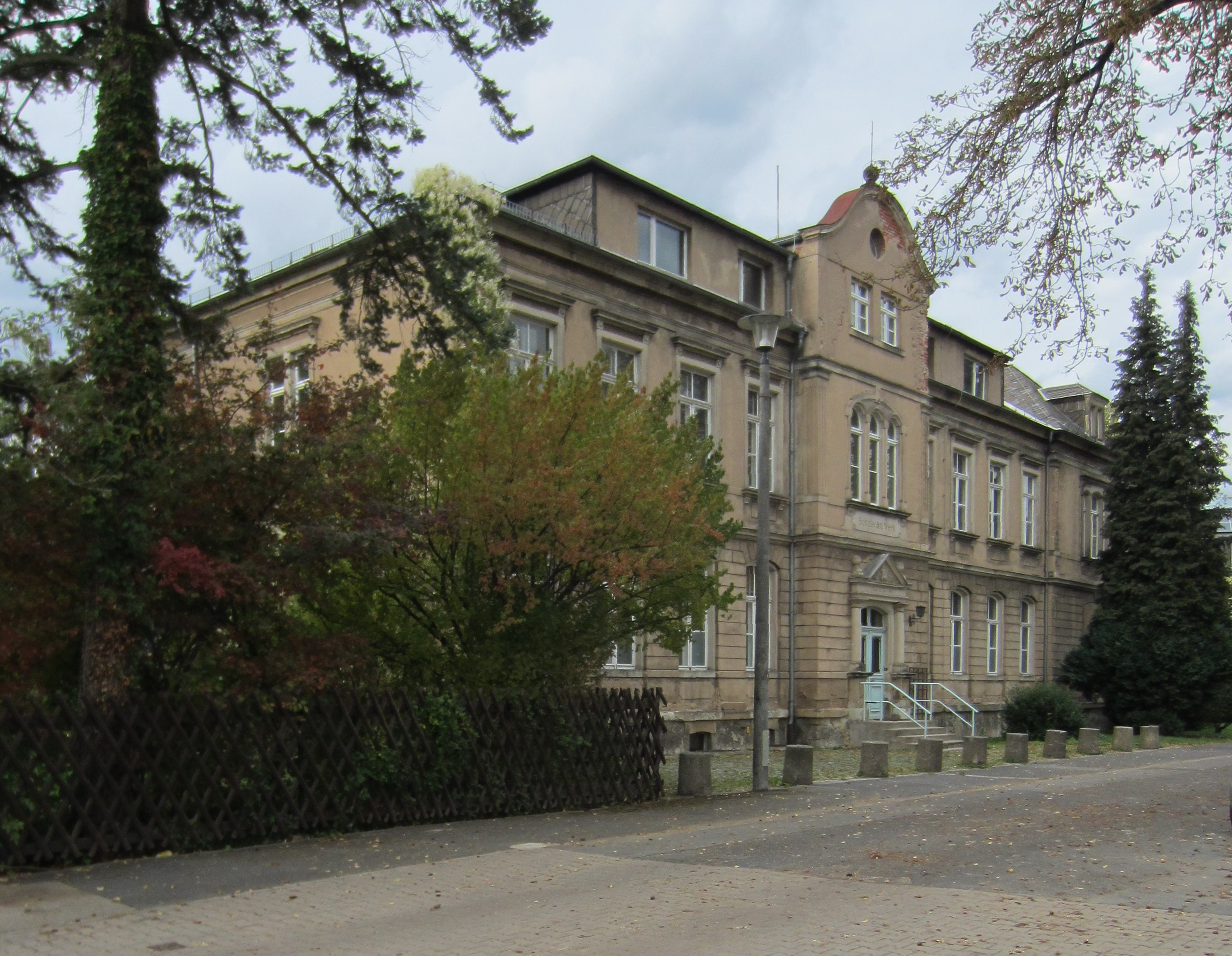
Sporbitzer Schule, 2012

Die Sporbitzer Schule ist ein ehemaliges Schulgebäude in Sporbitz im Südosten der sächsischen Landeshauptstadt Dresden. Die damals noch selbständige Gemeinde Sporbitz ließ das Gebäude um 1900 erbauen, nachdem die gestiegene Bevölkerungszahl ein eigenes Schulgebäude erforderlich machte. Das baugeschichtlich und ortsgeschichtlich bedeutende Haus steht mit einem Hinterhaus inzwischen als Kulturdenkmal unter Schutz, da es trotz neuerer Dachaufbauten noch immer ein markanter historistischer Schulbau ist. Dieser wird dominiert von einem übergiebelten Eingangsrisalit.
Das Gebäude steht mit der Nr. 1 an der Straße Am Werk, östlich davon zweigt die Straße An der Schule ab.
Die zur Gewerblichen Berufsschule V gehörige Abteilung Gartenbau zog 1971 vom Haus der Dresdner Kaufmannschaft in der Altstadt um in die Sporbitzer Schule. Als Außenstelle des Beruflichen Schulzentrums für Agrarwirtschaft und Ernährung nutzte sie das Gebäude bis zum Juli 2009.
Die Landeshauptstadt Dresden teilte im November 2022 mit, dass auf dem Schulgelände mit Wohncontainern (Mobile Raumeinheiten, MRE) ein Wohnheim mit 52 Plätzen für Asylsuchende aufgebaut werden soll. Die ersten Asylsuchenden zogen am 3. April 2023 ein. Die Baugenehmigung ist bis Ende 2027 begrenzt.